# Frederik Magle
Frederik Magle (Stubbekøbing, 17 de abril de 1977) es un compositor, organista y pianista danés. Estudió composición y teoría musical con Leif Thybo y asistió a la Royal Danish Academy of Music donde estudió composición y órgano. Es conocido por sus trabajos para la Familia real de Dinamarca, los cuales incluyen música compuesta por para el bautizo del príncipe Nicolás en 1999, el bautizo del príncipe Félix en 2002, y una suite sinfónica Cantabile, basada en poemas del príncipe Enrique de Dinamarca (el príncipe consorte) cuyo primer movimiento "Souffle le vent" fue primeramente realizado en 2004, y los restantes dos movimientos "Cortège & Danse Macabre" y "Carillon", en junio de 2009, en ambas ocasiones por la Danish National Symphony Orchestra.
Su estilo musical puede ser caracterizado como generalmente melódico, mientras que mantiene algunos elementos de atonalidad.
Frederik Magle creó el diseño tonal para un nuevo órgano de tubos de 21 voces en la iglesia de Jørlunde, que fue inaugurada en octubre de 2009. En 2010 él lanzó un CD doble, Like a Flame, con improvisaciones libres grabadas en el órgano de Jørlunde.

## Obras notables
- 30 himnos (1985)
- "We Are Afraid", cantata para coro, flauta, clarinete, percusiones, cuerdas, piano, y órgano (1988)
- Sinfonía para órgano No. 1 (1990)
- Sinfonía para órgano No. 2 "Let there be light" (1993)
- "The song is a fairytale”, 20 canciones basadas en cuentos de hadas de Hans Christian Andersen (1993)
- Concierto para órgano y orquesta “The infinite second” (1994)
- Sinfonía "Lego Fantasia" para piano y orquesta, encargada por el grupo LEGO (1995–96)
- "A newborn child, before eternity, God!" Cantata de Navidad, para banda de metales, coro, solistas, órgano y percusiones (1996)
- “Light on your path” para órgano y quinteto de metales, escrita para el bautizo del príncipe Nicolás (1999)
- The Hope para banda de metales, coro, órgano y percusiones, escrita en memoria de la batalla de Copenhague (2001)
- "Phoenix" para coro mixto y órgano o piano de cuatro manos (2003)
- Suite sinfónica "Cantabile" consistente en tres poemas sinfónicos para orquesta, coro, y solistas (2004–2009)

## Discografía
- 1993 Sangen er et eventyr (La canción es un cuento de hadas). Thomas Eje, The Danish Boys' Choir, Trio Rococo, Niels Lan Doky, Niels-Henning Ørsted Pedersen, Alex Riel. BMG 74321 24537-2
- 1994 The Infinite Second (El segundo infinito). Latvian Philharmonic Chamber Orchestra, Dzintars Josts, Frederik Magle (Órgano en la Catedral de Riga). EMI Classics 5555972
- 1997 Et nyfødt barn, før evighed, Gud! (Un niño recién nacido, antes de la eternidad, Dios). Cantata de Navidad. EMI Classics 5565942
- 1998 Symphonic Lego Fantasia. Orquesta Filarmónica de Londres, David Parry, Frederik Magle (piano). Lanzado para el grupo LEGO.
- 1999 Cæciliemusik (Música para Santa Cecilia). Danacord DACOCD 520
- 2000 Lys på din vej (Luz en tu camino). Frederik Magle (piano and organ), The Brass Ensemble of the Royal Danish Guards, Danish National Chamber Orchestra, Frans Rasmussen. EMI Classics 5571152
- 2004 Kosmos. ClassicO CLASSCD 478
- 2005 Søværnet Ønsker God Vind (La Marina Nacional Danesa les desea buen viaje). Banda Naval de la Realeza Danesa. Lanzado para la Marina Real Danesa (2005)
- 2005 Hymne til Sofia (Himno a Sofía). John Tchicai, Peter Ole Jørgensen, Frederik Magle. Calibrado CALI012[7]
- 2010 Like a Flame. Frederik Magle (improvisaciones de órgano). Proprius Music PRCD 2061[8]
- 2011 Elektra. Con música sinfónica por Frederik Magle en el álbum de Suspekt. Universal Music/Tabu Records.